# Deborah Klimburg-Salter
Deborah Elisabeth Klimburg-Salter ist eine US-amerikanische Kunsthistorikerin.

## Leben
Deborah E. Klimburg-Salter wurde 1976 an der Harvard University promoviert und habilitierte sich 1989 an der Universität Wien. 1996 wurde sie auf den neu errichteten Lehrstuhl für die Kunstgeschichte Asiens der Universität Wien berufen, den sie bis zu ihrer Emeritierung 2013 innehatte.
Sie war Fellow am Institute for Advanced Study, am Wissenschaftskolleg zu Berlin und am Magdalen College der Universität Oxford. Sie war Gastprofessorin an verschiedenen Instituten: 2003 an der University of Pennsylvania, 2007 am Oriental Institute der University of Oxford und 2007 an der École pratique des hautes études. Sie war 2009–2010 Mary L. Cornille Distinguished Visiting Professor für Geisteswissenschaften am Wellesley College. 
Seit 2003 ist sie Mitglied des Internationalen Koordinierungsausschusses der UNESCO für das kulturelle Erbe Afghanistans. Im Rahmen des NFN leitet sie außerdem ein gemeinsames Programm zwischen dem Kabuler Museum und der Universität Wien und ist Mitglied des Exekutivausschusses vom Nako Preservation Project. Darüber hinaus ist sie Forschungsdirektorin für das Giuseppe Tucci Photographic Archive und Gastkuratorin für die Tucci Tibetan Collections (MNAO).
Ihre Arbeit umfasste umfangreiche Feldarbeiten und Schriften zur Kunst und Archäologie Afghanistans, Nordindiens und Tibets. 2007 wurde sie für ihre außergewöhnlichen Leistungen mit dem Preis „Österreicherin des Jahres 2007 – Forschung“ ausgezeichnet. Für 2020 wurde Klimburg-Salter der Wilhelm-Hartel-Preis der Österreichischen Akademie der Wissenschaften zugesprochen.

## Schriften (Auswahl)
- The silk route and the diamond path. Esoteric Buddhist art on the trans-Himalayan trade routes. Los Angeles 1982, OCLC 475273858.
- The Kingdom of Bāmiyān. Buddhist art and culture of the Hindu Kush. Neapel 1989, OCLC 923577241.
- Buddha in Indien. Die frühindische Skulptur von König Aśoka bis zur Guptazeit. Ausstellungskatalog Kunsthistorisches Museum Wien, 2. April bis 16. Juli 1995. Wien 1995, ISBN 88-8118-013-8.
- als Hrsg. mit Michael Alram: Coins Art and Chronology. Wien 1999.
- als Hrsg. mit Kurt Tropper und Christian Jahoda: Text, image and song in transdisciplinary dialogue. PIATS 2003. Tibetan studies. Proceedings of the tenth seminar of the International Association for Tibetan Studies, Oxford, 2003. Leiden 2007, ISBN 90-04-15549-X.